# Häktesvakt
En häktesvakt arbetar på häkte, och vid transport av personer i häkte, till exempel vid huvudförhandling i brottsmål. I Sverige är häktesvakter anställda av Kriminalvården, och deras arbetsuppgifter liknar kriminalvårdarens.